# Fehérvárcsurgói-víztározó
A Fehérvárcsurgói-víztározó Fejér vármegyében, Fehérvárcsurgó mellett található. A Gaja-patak felduzzasztásával keletkezett; az táplálja és biztosítja a lefolyását. A többcélú (árvízcsúcs-csökkentő, ipari és ivóvíz-kivételi, vízminőség-javító hígítóvíz, mezőgazdasági) víztározó típusa: völgyzárógátas tározó. 
Átlagos vízmélysége 6–8 méter, de legmélyebb pontjai a feltöltés mértékétől függően elérik a 14–15 métert is. Maximális feltöltés esetén a vízfelület 223 hektárra növelhető. 
Az ország egyik legszebb környezetben lévő tava. A környékbeli dombokról, hegyekről gyönyörű kilátás nyílik a tóra.
Tengerszint feletti magassága 147 m körül van.

## Történelem
A tervezést megelőzően a területet régészetileg feltárták. A feltárás alapján bizonyították, hogy a Római Birodalom virágzásának idején, a 2. században a Gaja-patakot ezen a helyen gáttal elzárták. A felduzzasztott patakot víznyerésre és fürdési célokra használták. Nem kellően bizonyított, hogy a török uralom alatt is működött a vízelzárás. Az a vélemény, hogy a törökök Székesfehérvár esetleges elárasztására kívánták felhasználni, a szájhagyományban maradt fenn.
A víztározót 1971-ben alakították ki, helyén eredetileg a termelőszövetkezet káposztaföldjei terültek el, valamint három malom is működött a tó vízellátását biztosító Gaja-patakon (ezeket később a tározó létesítése miatt elhagyták, majd lebontották). Több kilométer hosszan elterelték a patakot, az eredeti folyóvölgybe pedig földgátat építettek.
A tó és a Gaja-völgy közötti területen 2007-ben hód jelenlétének jeleire bukkantak, ezt a WWF munkatársai is megerősítették. A hódok minden bizonnyal a mintegy 100 kilométerre délre található Gemenci-erdőből települtek ide.
2010 májusában megdőlt az addigi 500 cm-es legnagyobb vízállás, mert a móri halastavi gátszakadások hatására Székesfehérvárt árhullám fenyegette, így a tározó apasztó eresztését nem tudta megkezdeni a vízügy. Május 19-én reggel 640 cm-es vízállás mellett 11 millió m³ víz volt a tározóban.

## Az elzáró gát szerkezete és méretei
A gáttest alakja elnyújtott egyenlőtlen szárú trapéz. Az építés előtt 0,5 méter vastagságban eltávolították a gyökérzetet és a humuszt. A dolomit alaphegységen átlagosan 5,0 méter vastagságú a homokos agyag, melyet 2,0–3,0 méter vastagságban dolomittörmelék takar. A vízoldali vízzáró test iszapból áll. A vízoldali rézsűburkolat előre gyártott betonelemekből készült. A mentett oldali rézsűt termőréteggel és humusszal borították, majd befüvesítették.
Jellemző méretek:
- A gátkorona tengerszint feletti magassága: + 156,15 m.
- A vízoldali rézsű hajlása: 1:5,5.
- A mentett oldali rézsű hajlása: 1:2
- Mentett oldali átlagos terepszint: + 142,0 m.
- Vízoldali terepszint: +143,85 m.
- Árvízi túlduzzasztás szintje: +152,0 m.
- Átlagos vízszint: + 148,0 m.
- Legkisebb vízszint: + 146,0 m.
- A gáttest legnagyobb talpszélessége: 25,0 m.
- A gát koronaszélessége: 5,0 m.

A völgyzárógát és a zsilipek teljesen kiépültek, a tározó szigetelése azonban csak 300 cm-es vízszintig.

## Turizmus
A tározónak kijelölt strandja van, de a tó zsilipje is kedvelt fürdőzőhely a környékbeliek körében. A zsilip mellett alacsonyabb vízállásnál (kb. 100 cm) látható a betonnyelv, amely kb. 100 m hosszú, és a tó közepe felé halad. Ez kedvelt sétaút. Nyáron szórakozóhely is üzemel a tó partján, valamint egész évben működik a csónakkikötő.
A víztározó partján elhalad az Országos Kéktúra.
Kezelője a Horgász Egyesületek Fejér Megyei Szövetsége. A természeti környezet magával ragadó, az infrastruktúra viszonylag jó. A tó körül már kiterjedt üdülőövezet is van. Maximális feltöltés esetén a tároló vízfelülete 223 ha. Híres horgászhely, a benne élő halak rekordfogásokat ígérnek (harcsa: 218 cm, 77 kg), de minden évben fognak kapitális halakat, főleg harcsát. Halfajok: csuka, ponty, keszeg, balin.

## Légi felvételek

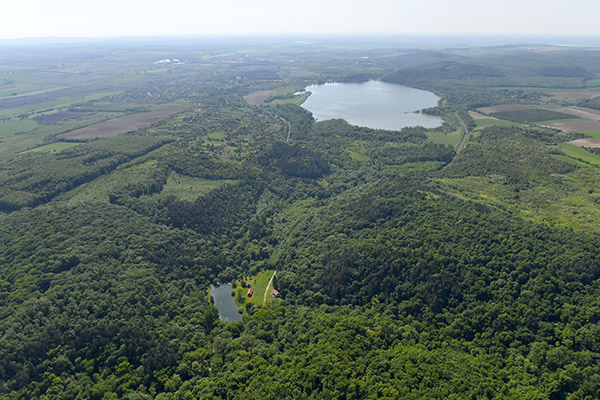
Víztározó - levegőből fényképezve (Fehérvárcsurgó)
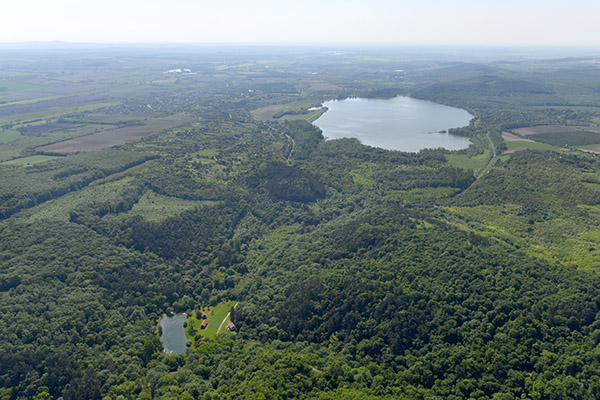
Víztározó - magasból fotózva (Fehérvárcsurgó)